# Les Engagés (web-série)
Pour les articles homonymes, voir Les Engagés.
Les Engagés est une web-série française créée et écrite par Sullivan Le Postec. La première saison est co-réalisée par Jules Thénier et Maxime Potherat, la deuxième par Slimane-Baptiste Berhoun.
La série est coproduite par Astharté & Compagnie et France Télévisions Nouvelles Écritures, et diffusée à l’origine sur la plateforme Studio 4 à partir du 17 mai 2017. Depuis la refonte de l’offre numérique de France Télévisions, Les Engagés est reprise sur France.tv Slash.
Les Engagés est située dans le milieu des activistes LGBT à Lyon et chronique la vie de militants du Point G, un centre gay et lesbien fictif situé sur les Pentes de la Croix-Rousse. À l'international, la série est distribuée sous le titre Woke.
Bien qu'il y ait eu auparavant des web-séries françaises LGBT, celles-ci étaient auto-produites et non financées[source secondaire souhaitée]. En conséquence, Les Engagés est parfois présentée, notamment par le journaliste et directeur de la Queer Palm, Franck Finance-Madureira, dans un article de Têtu, comme la première série LGBT française, c'est-à-dire « dont la majorité des personnages sont issus de la communauté LGBT »,.

## Synopsis
Le Point G est un Centre LGBT situé à Lyon. Thibaut est un de ses militants les plus actifs, très engagé dans la lutte pour les droits des homosexuels. Son quotidien est soudain bouleversé par le retour dans sa vie d'Hicham, une connaissance qu'il n'avait pas revue depuis des années et qui vient chercher auprès de lui la force de faire son coming-out et de trouver sa véritable identité. Hicham admire le charisme et l'engagement de Thibaut, mais, jeté brusquement au milieu des luttes politiques du Point G, il va rapidement en percevoir les limites et les contradictions…

## Fiche technique
- Titre : Les Engagés
- Créateur : Sullivan Le Postec
- Scénario : Sullivan Le Postec
- Réalisation : Jules Thénier et Maxime Potherat (saison 1)
 Slimane-Baptiste Berhoun (saison 2)
- Producteurs : Sophie Deloche et Baptiste Rinaldi (Astharté & Compagnie)
- Société de production : Astharté et compagnie, France Télévision Nouvelles Écritures
- Directeur de la photographie : Juan Siquot (saison 1), Mathieu Andrieux (saison 2)
- Décors : Thierry Botella (saison 1) , Marie Marine Notte (saison 2)
- Montage : Nathan Delannoy (saisons 1 & 2), Nicolas Lossec (saison 1), Nicolas Bonnet (saison 2)
- Musique : Franck Lebon
- Casting : Stéphane Gaillard
- Pays :  France
- Langue : français
- Genre : série dramatique
- Date de sortie : 17 mai 2017[5].

## Distribution

### Acteurs principaux
- Mehdi Meskar : Hicham Alaoui
- Éric Pucheu : Thibaut Giaccherini

### Acteurs récurrents
- Denis D'Arcangelo : Claude Favre
- Nanou Harry : Nadjet Alaoui
- Claudine Charreyre : Murielle Leko
- Claudius Pan : Bastien Lijepo
- Franck Fargier : Amaury Mercœur
- Romain Ogerau : Laurent Roussel
- Simon Jouannot : JB (nommé Vivien dans la saison 1)
- Anaïs Fabre : Rose
- Malika Azgag : Kenza Mejri (saison 2 et 3)
- Pierre Cachia : Mickaël (saisons 1 & 2)
- François-Xavier Phan : Liao (saisons 1 et 2)
- Benjamin Mayet : Vincent (saisons 1 et 2)
- Adrián De La Vega : Elijah Vandewalle (saison 2 et 3)
- Simon Frenay : Thomas (saison 2 et 3)
- Clémentine Verdier : Virginie Tellier (saison 2 et 3)
- Cyril Necker : Alain (saison 2)
- Hugues Jourdain : Damien (saison 2)
- Mohamadou Diop : Badrou (saison 2 et 3)
- Claude-Emmannuelle Gajan-Maull : Mariah (saison 2)
- Elodie Colin : Lucie (saison 2 et 3, figuration en saison 1)
- Pascal Gilbert : Paul (saison 1)
- Ishtvan Nekrasov : Anzor (saison 3)
- Alex Ramirès : Frédéric Demy (saison 3)
- Pauline Chalamet : Sveta (saison 3)
- Sarah Kalinda : Rakel (saison 3)

### Guests
- Jean-Christophe Bouvet dans le rôle d'Hubert Lacombe (saison 1).
- Pierre-Alain de Garrigues : voix du journal régional (saison 3, épisode 1)

## Personnages
- Si vous ne connaissez pas le sujet, laissez ce bandeau (vous pouvez alors contacter les auteurs).
- Si vous supprimez le contenu mis en cause (vous pouvez préalablement contacter les auteurs),

argumentez précisément cette suppression dans la page de discussion
(un manque de référence n'est pas un argument ; une recherche réelle de référence doit avoir été effectuée, être formellement documentée).

### Personnages principaux
- Hicham Alaoui (Mehdi Meskar) : à 22 ans, Hicham mène toujours  une vie d’ado, essentiellement confinée à la chambre de l’appartement HLM de ses parents. Il décide soudain de partir pour Lyon à la rencontre de Thibaut qui avait essayé de l’embrasser des années plus tôt et qu’il n’a pas revu depuis. Mais le hasard des rencontres l’amène à croiser d’abord le chemin du nouvel ennemi de Thibaut. Hicham se retrouve bientôt au cœur des luttes politiques du Point G, en même temps qu’il cherche à découvrir qui il est…

- Thibaut Giaccherini (Éric Pucheu) : charismatique et charmeur, Thibaut est un jeune homme de 28 ans qui partage son temps entre sa librairie et le Point G. Il s’est imposé comme l’un des piliers de l’association, même s’il refuse de franchir un dernier cap et d'en briguer la présidence. Personne ne sait rien de sa vie d’avant et des raisons qui l’ont poussé vers le militantisme. Sa routine est perturbée par Hicham, qui va le mettre face à ses contradictions et le forcer à avancer…

- Elijah Vandewalle (Adrián de la Vega) : Elijah apparaît en saison 2, lorsque son regard croise celui d’Hicham dans un bar LGBT de Lyon. Hicham va tout faire pour le retrouver.

### Personnages récurrents
- Claude Favre (Denis D’Arcangelo) : soixante-huitard nostalgique, pas revenu de ses rêves de jeunesse, Claude est un mentor pour Thibaut. Farouchement anti-normatif, ce retraité est effrayé par ce qu'il perçoit comme un retour d'un certain ordre moral. Son sens de la vanne compense son application à toujours mettre les pieds dans le plat.

- Nadjet Alaoui (Nanou Harry) : la grande sœur d’Hicham, 28 ans, souffre de voir son frère disparaître soudainement alors qu’elle pensait avoir une relation de confiance avec lui. Elle est déterminée à retrouver sa trace et finit par le rejoindre à Lyon, sans s’attendre à ce qu’elle va découvrir…

- Murielle Leko (Claudine Charreyre) : elle est la rédactrice en chef d’une revue féministe militante et dirige le groupe lesbien du Point G, qui se réunit pour des soirées non-mixtes tous les mercredis soirs. Électron libre, sa voix est recherchée par les différents clans de l’association.

- Bastien Lijepo (Claudius Pan) : victime d’une violente agression homophobe quelques mois plus tôt, Bastien bénéficie depuis de l’aide du Point G qui lui permet notamment d’être représenté gratuitement par Laurent. Désormais, il connaît bien l’association et ses luttes de pouvoir cachées. D'après Claudius Pan, son interprète, « [Bastien] est un combattant et, comme tous les combattants, il dégage quelque chose de très lumineux[6] ».

- Laurent Roussel (Romain Orgerau) : il est membre du bureau du Point G, et sa rhétorique assurée d’avocat expérimenté impressionne souvent en AG, même s’il défend une vision minoritaire. Pour ce quadragénaire, il vaut mieux cultiver une image discrète, consensuelle et tisser des liens avec les politiques de tous bords.

- Amaury Mercœur (Franck Fargier) : il est directeur de cabinet de Fabrice Pasturel, maire du 2e arrondissement de Lyon. Quand son élu décide de surfer sur l’homophobie pour gagner des points parmi une base militante radicalisée, Amaury le défend au prix de contradictions personnelles et se retrouve la cible du Point G.

- Mickaël et Liao (Pierre Cachia et François-Xavier Phan) : ce couple de militants fait partie des piliers du Point G, où ils sont venus la première fois pour que l’association les aide à obtenir la régularisation de Liao. Ils sont de fidèles soutiens de Thibaut et Claude.

- Paul (Pascal Gilbert) : président du Point G au début de la série, il a été élu par défaut, parce que personne ne voulait du poste. Il est complètement dépassé par ses responsabilités, ce qui facilite la tâche de Laurent quand il s’agit de le manipuler.

- Rose (Anaïs Fabre) : YouTubeuse engagée, Rose aime humer l’air du temps à Lyon et suivre l’actualité culturelle et militante de la ville. Les militants du Point G savent qu’ils peuvent compter sur elle pour relayer leurs actions… mais aussi qu’elle n’hésitera pas à le dire si c’est raté !

- Kenza (Malika Azgag) : cette militante LGBT Tunisienne, où elle a cofondée l'association Noor à la suite de la révolution de 2011, a par la suite été contrainte de fuir le pays sous les menaces. Elle arrive à Lyon en saison 2 et est accompagnée par le Point G dans sa demande d'asile.

- Virginie Tellier (Clémentine Verdier) : maire du premier arrondissement de Lyon, ancrée à gauche, elle cherche sa place depuis que la Mairie centrale a rejoint la majorité présidentielle. Rigoureuse, mais juste, elle va s'avérer être une alliée pour Thibaut.

## Épisodes

### Saison 1
La première saison, qui comprend dix épisodes d'une durée moyenne de 10 minutes, a été tournée à Lyon dans le quartier des Pentes de la Croix-Rousse du 20 février 2017 au 17 mars 2017. 
Selon le créateur de la série, Sullivan Le Postec : « Au fil de la saison, les personnages feront face à un maire d'arrondissement réactionnaire et à son ambigu directeur de cabinet. Ils aideront aussi un jeune homme victime d'une agression homophobe. Tout cela tandis que se profile une Assemblée Générale déterminante pour le futur du Point G ». Un personnage de politicien dans le placard est directement inspiré par Renaud Donnedieu de Vabres qui a participé en 1999 à une manifestation contre le PACS aux slogans violemment homophobes. Il ajoute que la narration est construite autour d’une question centrale et universelle : « Comment est-ce qu’on réconcilie l’aspiration contemporaine parfaitement légitime à l’individualité, à devenir chacun soi-même, avec la nécessité de maintenir des espaces collectifs pour faire avancer des causes communes ? Peut-on résoudre ce paradoxe ? ».
La diffusion TV de la saison 1 a lieu du 19 juin 2017 au 30 juin 2017 sur TV5 Monde.
Liste des épisodes
- 1. S'enfuir

[Première diffusion le 17 mai 2017 sur Studio 4.] Hicham décide soudainement de quitter son domicile à la recherche de Thibaut, un militant du Point G, centre gay et lesbien de Lyon qui s’oppose au maire homophobe du deuxième arrondissement de la ville et à son directeur de cabinet, Amaury Mercœur…
- 2. Se retrouver

[Première diffusion le 19 mai 2017 sur Studio 4.] Au Point G, Thibaut et Laurent s’opposent sur la manière de répondre aux provocations d’Amaury Mercœur. Hicham parvient enfin à retrouver Thibaut…
- 3. S'ouvrir

[Première diffusion le 24 mai 2017 sur Studio 4.] Hicham passe sa première soirée au Point G et découvre le petit monde de l’association, à qui il révèle l’homosexualité d’Amaury…
- 4. S'embrasser

[Première diffusion le 26 mai 2017 sur Studio 4.] Thibaut a organisé une action contre la Mairie du 2e arrondissement qui cache en réalité une tentative d’outer Amaury. Hicham tente d’intervenir.
- 5. S'émanciper

[Première diffusion le 31 mai 2017 sur Studio 4.] Nadjet, la sœur d’Hicham, le retrouve à Lyon. Mais Hicham n’est pas prêt à lui faire face et la jeune femme est désemparée après une violente confrontation.
- 6. S'acharner

[Première diffusion le 2 juin 2017 sur Studio 4.] Thibaut tente de réunir une majorité au CA du Point G pour outer Amaury. Mais la réunion se termine par une révélation inattendue…
- 7. Se découvrir

[Première diffusion le 7 juin 2017 sur Studio 4.] Hicham fait la connaissance de Bastien, une victime d’agression homophobe suivie par le Point G. Ce que Hicham va découvrir sur Bastien va lui en apprendre plus sur lui-même.
- 8. S'associer

[Première diffusion le 9 juin 2017 sur Studio 4.] Hicham est déterminé à retrouver un témoin de l’agression de Bastien pour obtenir du tribunal la qualification d’homophobie. Avec l’aide de Thibaut, il mobilise le Point G…
- 9. Se compromettre

[Première diffusion le 14 juin 2017 sur Studio 4.] À la suite de la fuite de Paul, une Assemblée Générale est organisée au Point G pour élire un nouveau président. Hicham se retrouve entre les camps alors que tous les coups semblent permis…
- 10. Se confronter

[Première diffusion le 16 juin 2017 sur Studio 4.] Après les événements de l’AG, le réveil est difficile pour Hicham et Thibaut et pourrait marquer la fin de leur relation…

### Saison 2
Le tournage de la deuxième saison est annoncé en même temps que l’arrivée dans la distribution de l’ancien activiste trans devenu acteur Adrián De La Vega. Il indique que la saison 2 contiendra des « réflexions autour de la transphobie dans le milieu LGBT ». 
Le tournage de la saison 2, mise en scène par Slimane-Baptiste Berhoun a lieu du 16 juin (jour de la Marche des Fiertés de Lyon) au 13 juillet 2018. Selon Adrián de la Vega, « ce qui est différent par rapport aux autres trans qu'on peut voir dans le cinéma, c'est qu'Elijah sait qui il est. Les questionnements viennent des autres, comme d'Hicham, par exemple ». Mehdi Meskar explique qu'après une première saison « centrée sur la quête de soi », la deuxième est « une quête pour comprendre qui est l'autre », notamment pour son personnage qui, passant à l'âge adulte, « va essayer de trouver sa place dans la société ».
La diffusion TV de la saison 2 a lieu du 3 au 14 juin 2019 sur TV5 Monde.
Liste des épisodes
1. L'oublier
2. Le bannir
3. Le décevoir
4. La libérer
5. L'accompagner
6. L'accepter
7. Le comprendre
8. La parrainer
9. L'affronter
10. Les réunir

### Saison 3 (XAOC)
La saison 3, qui constitue l'ultime saison de la série, se développe dans un format différent des deux précédentes. Elle est composée de 3 épisodes de 45 minutes contrairement aux dix épisodes d'une dizaine de minutes des deux saisons précédentes.
Liste des épisodes
1. Nous protéger
2. Nous souvenir
3. Nous rappeler

## Production

### Genèse du projet
Sullivan Le Postec a écrit une première version du scénario d'un épisode pilote de la série en décembre 2010. Le projet porte alors le titre G-nérations et est au format de 30 minutes par épisode. Le projet de série ne trouve cependant pas preneur: il ne semble pas possible de développer une série LGBT sur les chaînes françaises traditionnelles. Néanmoins, en janvier 2013, son auteur reçoit une bourse d'écriture du Fonds d'aide à l'innovation audiovisuelle du Centre national du cinéma et de l'image animée,.
À partir de 2015, Studio 4, la plateforme de fiction web de France Télévisions, choisit de développer Les Engagés. « Être sur le service public a vraiment du sens. Et cela prouve quel bon usage on peut faire de la redevance », affirme le producteur Baptiste Rinaldi. La série est désormais conçue comme une série digitale de 10 épisodes de 10 minutes. Pour Sullivan Le Postec, ce format court « oblige à se recentrer sur les personnages principaux, sur l'essentiel, sans digression ». Le coréalisateur Jules Thénier complète : « Aucune longueur superflue n'est permise, on doit trouver des idées efficaces et dynamiques immédiatement, tout en réussissant à garder du temps pour l'émotion des personnages, les faire vivre ».
La série est basée en partie sur l'expérience personnelle de son créateur, puisque Sullivan Le Postec a vécu à Lyon pendant plusieurs années, durant lesquelles il a milité à AIDES, à la Lesbian and Gay Pride et à feu Moove !, une association de jeunes LGBT.
Astharté & Compagnie rejoint le projet en tant que producteur et entame les démarches pour réunir le financement. En plus du coproducteur France Télévisions nouvelles écritures, Les Engagés bénéficie de la participation de TV5 Monde, du CNC, du fonds Images de la Diversité (Commissariat général à l'Égalité des territoires et Centre National de la Cinématographie), de l'ADAMI et de la région Auvergne-Rhône-Alpes. Les Engagés est décrite comme un drame intimiste axé sur ses personnages.

### Tournage
Les réalisateurs Jules Thénier et Maxime Potherat sont choisis pour mettre en scène la première saison. Le coréalisateur Maxime Potherat explique que « ce que j'ai beaucoup aimé, c'est que cette série n'est pas du tout manichéenne. Sa vision de l'être humaine est assez intelligente. Elle montre qu'on est tous parfois un peu con ou un peu bon, il n'y a pas de vérité absolue. Et puis ce n'est pas une série seulement sur l'homosexualité, c'est une série sur la politique ». Mehdi Meskar et Éric Pucheu endossent les rôles principaux d'Hicham et de Thibaut. Meskar avance « l'envie de débloquer quelque chose en lui pour se découvrir une identité sexuelle et politique » tandis que Pucheu met en avant la dualité de son personnage : « Il revendique des choses, mais c’est un peu “fais ce que je dis, mais pas ce que je fais” ».
Le tournage est réparti sur vingt jours, du 20 février 2017 au 17 mars 2017. Une grande partie du casting et de l'équipe technique repose sur des personnalités de la région Auvergne-Rhône-Alpes. Le tournage de la première saison commence le 20 février à Lyon et dans sa région, pour quatre semaines. Les décors choisis comptent d'authentiques lieux de sociabilité LGBT lyonnais (centre LGBTI, bar, sauna).
Dans un reportage pour le magazine Têtu, le journaliste Franck Finance-Madureira raconte que des scènes ont été tournées au bar le Cap Opéra. Mais le lieu a fermé pendant le tournage à la suite d'une liquidation judiciaire. Si bien que l’équipe a dû réussir à récupérer les clefs auprès du liquidateur pour pouvoir filmer comme prévu.

### Diffusion
La diffusion originale de la première saison a lieu sur la chaîne YouTube de Studio 4 du 17 mai au 16 juin 2017 (un épisode chaque mercredi et chaque vendredi à 19 heures).
À la télévision, la série est ensuite diffusé sur les canaux internationaux de TV5 Monde à partir du 19 juin 2017 (du lundi au vendredi pendant deux semaines). Sur le canal France / Belgique / Suisse de TV5 Monde, Les Engagés est programmée à partir du lundi 27 novembre 2017. Là-aussi, la diffusion est quotidienne pendant deux semaines, chaque soir après le programme de prime-time. TV5 Monde propose pendant plusieurs mois les épisodes sur son site de diffusion délinéarisée TV5Monde+.
En mars 2019, la série est disponible en streaming sur Amazon Prime Video.

#### Saison 2
La saison 2 a été diffusée à l'automne 2018.

#### Saison 3 (XAOC)
Le 17 mai 2019, à l'occasion du deuxième anniversaire de la série, les réseaux sociaux officiels ont annoncé la commande de l'écriture d'une saison 3[source secondaire souhaitée]. Celle-ci est diffusée à l'automne 2021 sous le titre "Les Engagés : XAOC".

## Produits dérivés

### DVD
- Les Engagés : saison 1 (8 juin 2017) (ASIN B072J36W87)
- Les Engagés : saison 2 (6 décembre 2018) (ASIN B07KBTBHQQ)
- Les Engagés : intégrale saisons 1 + 2 (28 novembre 2019) (ASIN B07Y4M7P35)

## Réception critique
La première saison des Engagés a reçu un accueil critique très favorable, au milieu de quelques bémols, aussi bien de la part de la presse généraliste que de la presse LGBT. Pour Les Inrockuptibles, Olivier Joyard décrit Les Engagés comme « la première série française qui revendique son identité gay et lesbienne » et souligne la prestation de Mehdi Meskar qui « plonge dans son rôle avec une finesse qui éloigne tous les clichés ». Dans Le Monde, Martine Delahaye évoque « une série à la fois intelligente et distrayante, humaniste et réaliste, tantôt comique tantôt dramatique, toujours pudique » et note la « belle montée en puissance dramaturgique » de ses épisodes. Antoine Serrurier souligne sur Allociné « la mise en scène énergique et sensuelle » ainsi que « la modernité de l’écriture ». En Belgique, Caroline Gourdin et Karin Tshidimba de La Libre Belgique apprécient une « énergie singulière, fraîche et électrisante, audacieuse et nuancée » et soulignent que l’écriture, la réalisation, la musique et le jeu des comédiens contribuent « à faire de cette websérie une création très originale ».
Du côté des publications LGBT, les anciens militants d’Act Up-Paris, Christophe Martet et Xavier Héraud, saluent le réalisme de la description du milieu militant LGBT. « Les dialogues sont bien sentis et les prises de tête associatives semblent plus vraies que nature ! » selon Martet sur Hornet, tandis qu’Héraud constate pour Yagg que « la série aborde tout un tas de sujets avec souvent beaucoup de justesse : le coming-out, l’outing, la PrEP, la politique, la difficulté de s’engager, les agressions homophobes ». En revanche, le gratuit LGBT lyonnais Hétéroclite déplore sous la plume de Romain Vallet que Les Engagés défende « une version résolument dépolitisée du militantisme LGBT ».  
Dans la blogosphère, Marine Sialelli décrit pour Les Chroniques de Cliffhanger « une jolie série sur la quête de soi, le besoin d’être accepté ». Pour Antoine Corte sur Bulles de Culture, « le format de 10 minutes amène à faire des raccourcis à la fois sur les intrigues et sur la caractérisation des personnages », mais souligne un « thème musical hyper identifiant qui reste en tête ». Dans une longue analyse, Papiers Journaux évoque une « web-série admirable, fruit d’un projet que l’on sent pensé, élaboré et peaufiné depuis de longues années ».
La série a été le sujet d'une communication universitaire le 2 février 2018 à l'Université de Dijon, et elle a aussi été citée par un chercheur lors d'une journée d'études sur la question LGBT le 1er février 2018 à l'IUT de Tours.
À la sortie de la deuxième saison, Télérama décrit la série comme « rigoureuse », et note que « La saison 2 des Engagés […] continue de mêler débats politiques, questions graves et mise en scène attachante du quotidien de ses personnages ». Le Monde apprécie « l’énergie, la tendresse et la pudeur dont avait fait preuve Sullivan Le Postec en créant Les Engagés » et signale que « la saison 2 de cette série numérique se montre moins intimiste et plus politique ». Les Inrocks parle d'une « web-série qui veut capter le pouls social et politique de notre époque » et note que la saison 2 « aborde avec précision la question de la transidentité » et « porte un regard neuf et inclusif sur les nouveaux genres ». Dans un article qui revient sur les deux premières saisons, BFM TV parle de « récit sans manichéisme » qui évoque avec « sensibilité et nuance » des thèmes tels que « identité, engagement militant, politique, altérité... »

## Récompenses
- Festival de la fiction TV de La Rochelle 2017 : Meilleure série digitale ou web série[39]
- Festival Francophone de la Webserie 2017 : Prix du jury[40]
- UK Web Fest 2017 : Meilleure série LGBT[41]
- Prix du public de Saint-Étienne au festival Face à face en 2019[42]
- Rome Web Awards, Online 2018 : Prix du mérite[40]
- HollyWeb Festival 2018 : Prix du festival[40]
- Compétition officielle au Festival des créations télévisuelles de Luchon[43]